# Wrightella trilineata
Wrightella trilineata is een zachte koraalsoort uit de familie Melithaeidae. De koraalsoort komt uit het geslacht Wrightella. Wrightella trilineata werd in 1917 voor het eerst wetenschappelijk beschreven door Thomson. 